# Stazione di Grotte
La stazione di Grotte è una fermata ferroviaria posta sulla linea Caltanissetta-Agrigento. Serve il centro abitato di Grotte.

## Strutture e impianti
La fermata era originariamente dotata di due binari, uno di corsa e l'altro di incrocio; in seguito al declassamento venne privata di quello d'incrocio.
Nel 2019 la stazione è stata ristrutturata, rialzandone il marciapiede con un passamano, accanto al binario di circolazione.

## Servizi
- Biglietteria automatica
- Sala d'attesa